# Assyriska fransar
Assyriska fransar är knutna fransar som det assyriska folket använde som utsmyckning på textilier.
De assyriska plaggen har varierat under historien. Tre av dessa plagg är de som återstår från historien och som bärs vid vissa tillfällen av det assyriska folket.
Det äldsta plagget kommer från babylonier i Irak och är cirka 6 000 år gammalt.
Det bars ända fram till 200 år e.Kr. Det bestod av en lång dress av siden och knutna fransar.